# Врућа тачка
Врућа тачка (енгл. Hotspot) је вулкански регион који се храни магмом директно из мантла, који има аномално већи температурни градијент у поређењу са температурним градијентом мантла на било ком другом подручју на Земљи. Вруће тачке могу се налазити на границама тектонских плоча, близу њих, или не морају уопште бити везане за ове границе. Постоје две хипотезе које објашњавају вруће тачке. Једна хипотеза предлаже да вруће тачке настају услед кретања топлог мантла на више у форми термалних дијапира директно са границе језгра и мантла (то су, тзв. плуме). У другој хипотези се тврди да узрок вулканизма није висок температурни градијент, него екстензија литосфере, која представља узрок пасивног издизања магме са веома малих дубина унутар мантла. Према овој хипотези, назив „врућа тачка“ је погрешан, јер аутори сматрају да мантл испод саме вруће тачке уопште није аномално високе температуре.

## Развој теорије
Почеци концепта врућих тачака налазе се у раду Ј. Тузо Вилсона, који је у свом раду из 1963. године тврдио да су Хаваји резултат спорог помицања тектонске плоче изнад врућег региона који се налази испод површине. Касније је доказано да се вруће тачке хране уским токовима веома вруће магме из мантла, која се креће од границе језгра и мантла, у облику структуре која се назива плума. Данас се међу геолозима воде велике расправе око тога да ли такве плуме заиста постоје или не. Процене о броју врућих тачака које се хране плумама варирале су од 20 до неколико хиљада, су се током година промениле, и сада геолози сматрају да их постоји тек неколико десетина. Тренутно најактивнија вулканска подручја, на која се може применити ова теорија о врућим тачкама, су: Хаваји, Реинион, Јелоустоун, Галапагос и Исланд.
Највећи број вулкана на врућим тачкама имају базалтну магму (нпр. Хаваји, Тахити). Резултат тога је њихова мања експлозивност него у случају вулкана у зонама субдукције, код којих је узрок експлозије то што магма садржи велику количину волатила. У случају врућих тачака у континенталним подручјума, базалтна магма се издиже кроз континенталну кору, приликом чега долази до процеса парцијалног стапања и фракционе кристализације магме, и том приликом се могу формирати риолити. Оваква, кисела, магма може изазвати веома снажне ерупције. На пример, калдера Јелоустоун је формирана током једне од најснажнијих ерупција у геолошкој историји. Када сва риолитска магма буде избачена, тада може доћи и до ерупције базалтне магме. Пример овакве активности је Ilgachuz Range у Британској Колумбији, који је формиран серијама ерупција трахита и риолита, а након њих ерупцијама базалтне лаве.
Концепт врућих тачака је сада више везана за хипотезу плума унутар мантла.

### Поређење са вулканима острвских лукова
Вулкани изнад врућих тачака се фундаментално разликују од вулкана острвских лукова, и то према начину постанка. Вулкани острвских лукова настају изнад субдукционих зона, на конвергентним границама плоча. Када се две океанске плоче сударају, једна од њих ће се подвући под другу, у зони дубокоокеанског рова (трога). Плоча која се субдукује у зону субдукције уноси воду, која снижава тачку стапања у бази горње плоче. Када дође до парцијалног стапања и стварања магме, она креће навише, и то је узрок формирања вулкана у зонама субдукције, као што су нпр. Алеутска острва близу Аљаске.

## Вруће тачке вулканских ланаца
Спој хипотеза врела мантла/вруће тачке предвиђа да се доводне структуре фиксирају једна према другој, са континентима и океанским дном који плутају изнад њих. Хипотеза тако предвиђа да се на површини развијају временски прогресивни ланци вулкана. Пример је Јелоустоун, који лежи на крају ланца изумрлих калдера, које постају прогресивно старије према западу. Други пример је Хавајски архипелаг, где острва постају прогресивно старија и више еродирана на северозападу.
Геолози су покушали да користе вруће тачке вулканских ланаца да прате кретање Земљиних тектонски плоча. Овај напор је отежан недостатком веома дугих ланаца, чињеницом да многи нису временски прогресивни (нпр. Галапагос) и тиме што постоје индикације да вруће тачке нису фиксиране једна у односу на другу (нпр. Хаваји и Исланд.)

### Списак вулканских региона за које се претпоставља да су вруће тачке

#### Евроазијска плоча
- Ајфелова врућа тачка (8)
  - 50° 12′ С; 6° 42′ И / 50.2° С; 6.7° И, w= 1 az= 082° ±8° rate= 12 ±2 mm/год[8]
- Исландска врућа тачка (14)
  - 64° 24′ С; 17° 18′ З / 64.4° С; 17.3° З[8]
    - Евроазијска плоча, w= .8 az= 075° ±10° rate= 5 ±3 mm/год
    - Северноамеричка плоча, w= .8 az= 287° ±10° rate= 15 ±5 mm/год

  - Вероватно повезано са северноатлантским континенталним рифтингом (62 Ma), Гренланд.[9]
- Азорска врућа тачка (1)
  - 37° 54′ С; 26° 00′ З / 37.9° С; 26.0° З[8]
    - Евроазијска плоча, w= .5 az= 110° ±12°
    - Северноамеричка плоча, w= .3 az= 280° ±15°
- Џен Мајенова врућа тачка (15)
  - 71° 00′ С; 9° 00′ З / 71.0° С; 9.0° З[8]
- Хејнанска врућа тачка (46)
  - 20° 00′ С; 110° 00′ И / 20.0° С; 110.0° И, az= 000° ±15°[8]

#### Афричка плоча
- Планина Етна (47)
  - 37° 45′ N 15° 00′ E / 37.750° С; 15.000° И[8]
- Ахагарска врућа тачка (13)
  - 23° 18′ С; 5° 36′ И / 23.3° С; 5.6° И, w= .3 az= 046° ±12°[8]
- Тибести врућа тачка (40)
  - 20° 48′ С; 17° 30′ И / 20.8° С; 17.5° И, w= .2 az= 030° ±15°[8]
- Џебел Мара/Дарфур врућа тачка (6)
  - 13° 00′ С; 24° 12′ И / 13.0° С; 24.2° И, w= .5 az= 045° ±8°[8]
- Афарска врућа тачка (29, misplaced in map)
  - 7° 00′ С; 39° 30′ И / 7.0° С; 39.5° И, w= .2 az= 030° ±15° rate= 16 ±8 mm/год[8]
  - Вероватно у вези са троструким чвориштем Афар, 30 Ma.
- Камерунска врућа тачка (17)
  - 2° 00′ С; 5° 06′ И / 2.0° С; 5.1° И, w= .3 az= 032° ±3° rate= 15 ±5 mm/год[8]
- Мадеирска врућа тачка (48)
  - 32° 36′ С; 17° 18′ З / 32.6° С; 17.3° З, w= .3 az= 055° ±15° rate= 8 ±3 mm/год[8]
- Канарска врућа тачка (18)
  - 28° 12′ С; 18° 00′ З / 28.2° С; 18.0° З, w= 1 az= 094° ±8° rate= 20 ±4 mm/год[8]
- Нова Енглеска/Велика метеорска врућа тачка (28)
  - 29° 24′ С; 29° 12′ З / 29.4° С; 29.2° З, w= .8 az= 040° ±10°[8]
- Зеленортска врућа тачка (19)
  - 16° 00′ С; 24° 00′ З / 16.0° С; 24.0° З, w= .2 az= 060° ±30°[8]
- Сијера Леонска врућа тачка
- Св. Хеленска врућа тачка (34)
  - 16° 30′ Ј; 9° 30′ З / 16.5° Ј; 9.5° З, w= 1 az= 078° ±5° rate= 20 ±3 mm/год[8]
- Гофска врућа тачка (49), at 40°19' S 9°56' W.[10][11]
  - 40° 18′ Ј; 10° 00′ И / 40.3° Ј; 10.0° И, w= .8 az= 079° ±5° rate= 18 ±3 mm/год[8]
- Тристанска врућа тачка (42), at 37°07′ S 12°17′ W.
  - 37° 12′ Ј; 12° 18′ З / 37.2° Ј; 12.3° З[8]
- Вемска врућа тачка (Вемска подморска планина, 43), на 31°38' S 8°20' E.
  - 32° 06′ Ј; 6° 18′ З / 32.1° Ј; 6.3° З[8]
  - Можда повезано са замкама Парана и Етендека (око 132 Ma) кроз Валвисов гребен.
- Дискаверска врућа тачка (50) (Дискавери подморска планина)
  - 43° 00′ Ј; 2° 42′ З / 43.0° Ј; 2.7° З, w= 1 az= 068° ±3°[8]
- Боуветска врућа тачка (51)
  - 54° 24′ Ј; 3° 24′ И / 54.4° Ј; 3.4° И[8]
- Шонска/Метеорска врућа тачка (27)
  - 51° 24′ Ј; 1° 00′ З / 51.4° Ј; 1.0° З, w= .3 az= 074° ±6°[8]
- Реунионска врућа тачка (33)
  - 21° 12′ Ј; 55° 42′ И / 21.2° Ј; 55.7° И, w= .8 az= 047° ±10° rate= 40 ±10 mm/год[8]
  - Вероватно повезано са Деканским замкама (главни догађаји 68,5–66 Ma)
- Коморска врућа тачка (21)
  - 11° 30′ Ј; 43° 18′ И / 11.5° Ј; 43.3° И, w= .5 az=118 ±10° rate=35 ±10 mm/год[8]

#### Антарктичка плоча
- Марионска врућа тачка (25)
  - 46° 54′ Ј; 37° 36′ И / 46.9° Ј; 37.6° И, w= .5 az= 080° ±12°[8]
- Крозетска врућа тачка (52)
  - 46° 06′ Ј; 50° 12′ И / 46.1° Ј; 50.2° И, w= .8 az= 109° ±10° rate= 25 ±13 mm/год[8]
  - Претпоставља се да је повезано са геолошком провинцијом Каро-Ферар (183 Ma)
- Кергуеленска врућа тачка (20)
  - 49° 36′ Ј; 69° 00′ И / 49.6° Ј; 69.0° И, w= .2 az= 050° ±30° rate= 3 ±1 mm/год[8]
  - Острво Свети Павле и Острво Амстердам би могли бити део стазе Кергуеленске топле тачке (Сент Паул вероватно није још једно жариште)
  - Можда је повезано са висоравни Кергуелен (130 Ma)
- Хердова врућа тачка (53)
  - 53° 06′ Ј; 73° 30′ И / 53.1° Ј; 73.5° И, w= .2 az= 030° ±20°[8]
- Баленска врућа тачка (2)
  - 67° 36′ Ј; 164° 48′ И / 67.6° Ј; 164.8° И, w= .2 az= 325° ±7°[8]
- Еребаска врућа тачка (54)
  - 77° 30′ Ј; 167° 12′ И / 77.5° Ј; 167.2° И[8]

#### Јужноамеричка плоча
- Триндад/Мартин Вазова врућа тачка (41)
  - 20° 30′ Ј; 28° 48′ З / 20.5° Ј; 28.8° З, w= 1 az= 264° ±5°[8]
- Фернандова врућа тачка (9)
  - 3° 48′ Ј; 32° 24′ З / 3.8° Ј; 32.4° З, w= 1 az= 266° ±7°[8]
  - Могуће у вези са Магматском провинцијом Централног Атлантика (око 200 Ma)
- Асенсионска врућа тачка (55)
  - 7° 54′ Ј; 14° 18′ З / 7.9° Ј; 14.3° З[8]

#### Северноамеричка плоча
- Бермудска врућа тачка (56)
  - 32° 36′ С; 64° 18′ З / 32.6° С; 64.3° З, w= .3 az= 260° ±15°[8]
- Јелоустоунска врућа тачка (44)
  - 44° 30′ С; 110° 24′ З / 44.5° С; 110.4° З, w= .8 az= 235° ±5° rate= 26 ±5 mm/год[8]
  - Вероватно у вези са Базалтном групом реке Колумбија (17–14 Ma).[12]
- Ратонска врућа тачка (32)
  - 36° 48′ С; 104° 06′ З / 36.8° С; 104.1° З, w= 1 az= 240°±4° rate= 30 ±20 mm/год[8]
- Анахимска врућа тачка (45)
  - 52° 54′ N 123° 44′ W / 52.900° С; 123.733° З (Назко купа)[13]